# Koziegłowy (powiat pułtuski)
Koziegłowy – wieś w Polsce położona w województwie mazowieckim, w powiecie pułtuskim, w gminie Pokrzywnica. Ma status sołectwa.
Wieś duchowna położona była w drugiej połowie XVI wieku w ziemi zakroczymskiej województwa mazowieckiego. W 1785 roku wchodziła w skład klucza góreckiego biskupstwa płockiego. W latach 1975–1998 miejscowość należała administracyjnie do województwa ciechanowskiego.

## Demografia
Dane za rok 2009:
| Opis      | Ogółem | Ogółem | Kobiety | Kobiety | Mężczyźni | Mężczyźni |
| --------- | ------ | ------ | ------- | ------- | --------- | --------- |
| jednostka | osób   | %      | osób    | %       | osób      | %         |
| populacja | 252    | 100    | 125     | 49,6    | 127       | 50,4      |